# Time-Sensitive Networking
Time-Sensitive Networking (TSN) bezeichnet eine Reihe von Standards, an denen die Time-Sensitive Networking Task Group (IEEE 802.1) arbeitet. Die TSN Task Group entstand aus der Umbenennung der bis November 2012 bestehenden Audio/Video Bridging Task Group und setzt deren Arbeit fort. Die Umbenennung ergab sich aus der Erweiterung des Arbeitsgebietes der Standardisierungsgruppe. Die sich in der Standardisierung befindlichen Standards definieren Mechanismen zur Übertragung von Daten über Ethernet-Netze. Ein Großteil der Projekte definiert dabei Erweiterungen des Bridging-Standards IEEE 802.1Q. Diese Erweiterungen adressieren vor allem die Übertragung mit sehr geringer Übertragungslatenz und hoher Verfügbarkeit. Mögliche Anwendungsbereiche sind konvergente Netzwerke mit Echtzeit-Audio/Video-Streams sowie insbesondere Echtzeit-Kontrollstreams, die z. B. in Automobilen, modernen Flugzeugen oder Industrieanlagen zur Steuerung verwendet werden.

## Schlüsselkomponenten
Die verschiedenen Teilstandards und damit die Schlüsselkomponenten der TSN Technologie lassen sich in drei grundlegende Kategorien einteilen. Jeder der Teilstandards aus den verschiedenen Kategorien kann auch einzeln genutzt werden, aber nur im Gesamtverbund und unter Ausnutzung aller Mechanismen erreicht ein TSN Netzwerk die höchstmögliche Leistungsfähigkeit. Diese drei Kategorien sind:
1. Zeitsynchronisation: Alle teilnehmenden Geräte benötigen ein gemeinsames Verständnis der Zeit
2. Scheduling und Traffic Shaping: Alle teilnehmenden Geräte arbeiten bei der Bearbeitung und Weiterleitung von Netzwerkpaketen nach den gleichen Regeln
3. Auswahl der Kommunikationspfade, Reservierungen und Fehlertoleranz: Alle teilnehmenden Geräte arbeiten bei der Auswahl und Reservierung von Bandbreite und Kommunikationspfaden nach den gleichen Regeln

## Die TSN-Schlüsselkomponenten im Detail

### Zeitsynchronisation
Der Name Time-Sensitive Networking sagt es bereits aus: Im Gegensatz zu Standard Ethernet nach IEEE 802.3 und Ethernet Bridging nach IEEE 802.1Q spielt bei TSN die Zeit eine wichtige Rolle. Damit ein TSN-Netzwerk mit einer getakteten Ende-zu-Ende-Übertragung von Kommunikationsströmen mit harten Echtzeitanforderungen und damit festen, unverrückbaren Zeitobergrenzen funktioniert, muss jeder Teilnehmer am Netzwerk eine eigene, interne Uhr und damit ein Grundverständnis für Zeit besitzen. Weiterhin müssen die Uhren aller Teilnehmer, sowohl Endgeräte als auch Ethernet-Switches, synchronisiert sein. Durch die Synchronisation wird sichergestellt, dass alle Teilnehmer stets dem gleichen Kommunikationszyklus folgen und aufeinander abgestimmt zum richtigen Zeitpunkt die richtigen Aktionen ausführen.
Zeitsynchronisation in TSN-Netzen kann mit unterschiedlichen Verfahren realisiert werden. Theoretisch ist es möglich, jeden Switch und jedes Endgerät mit einer Funk- oder GPS-Uhr auszustatten. Dies ist allerdings kostenintensiv, und nicht immer kann sichergestellt werden, dass ein Funk- oder GPS-Signal zur Verfügung steht, beispielsweise bei einem Netzwerk im Automobil, in einer Fabrikhalle oder in einem Tunnel. Aus diesem Grund wird bei TSN üblicherweise das Precision Time Protocol nach IEEE 1588 für die Synchronisation des Netzwerks eingesetzt, das Zeitinformationen mittels Paketen über das Datennetzwerk selbst verteilt. Zusätzlich zu der allgemeinen IEEE-1588-Spezifikation hat die Time-Sensitive Networking Task Group der IEEE 802.1 ein IEEE-1588-Profil als Standard IEEE 802.1AS-2011 verabschiedet. Dieses Profil ist insbesondere dafür vorgesehen, die große Vielfalt an Optionen, die das IEEE-1588-Protokoll bietet, auf einen übersichtlichen Satz an Fähigkeiten zu beschränken, der für den Einsatz in Heim-, Automatisierungs- und Automobilnetzwerken geeignet ist.

### Scheduling und Traffic Shaping
Das Scheduling und Traffic Shaping ermöglicht die Koexistenz unterschiedlicher Verkehrsklassen mit unterschiedlichen Anforderungen an Bandbreite und Zeittreue auf demselben Netzwerk. Standard Bridging nach IEEE 802.1Q bedient sich acht Prioritäten, die strikt geordnet sind. Auf Protokollebene sind diese Prioritäten im 802.1Q-VLAN-Tag eines Ethernet Frame sichtbar. Diese Prioritäten ermöglichen zwar die Einteilung von Netzwerkverkehr in acht unterschiedliche Verkehrsklassen, gewährleistet aber selbst für die höchste Prioritätsklasse keine garantierte maximale Ende-zu-Ende-Verzögerung. Der Grund hierfür sind Puffereffekte in den Ethernet-Switches. Selbst ein Ethernet-Frame mit höchster Priorität kann gezwungen sein, im Puffer eines Switches auf den Versand zu warten, wenn der Switchport bereits durch ein anderes Frame belegt ist, das für den Versand vorgesehen ist.

#### Unterschiedliche Zeitfenster für unterschiedliche Verkehrsklassen
TSN erweitert die Standard-Ethernet-Kommunikation um vorhersagbare Übertragungscharakteristiken mit harten und weichen Echtzeitanforderungen. Die durch das Ethernet-Frame-Format vorgegebenen acht Prioritäten bleiben hierbei erhalten. Je nach Bedarf der Anwendung, die über das Netzwerk kommunizieren muss, können zusätzliche Scheduling-Mechanismen für jede einzelne der acht Prioritäten festgelegt werden. Eine typische Anwendung für TSN mit Echtzeitanforderungen ist beispielsweise die Kommunikation einer speicherprogrammierbaren Steuerung (SPS) mit einem Industrieroboter. Für diese Kommunikation kann eine der acht verfügbaren Verkehrsklassen dem Time-Aware Scheduler nach IEEE 802.1Qbv zugeordnet werden. Dieser Scheduler ermöglicht es, die Kommunikation auf dem Datennetzwerk in feste, sich wiederholende Zyklen einzuteilen. Innerhalb dieser Zyklen können nach einem festen Raster die acht unterschiedlichen Prioritäten bedient werden. Das grundlegende Konzept entspricht einem Zeitmultiplexverfahren (TDMA – Time-Division Multiple Access). So können systemkritische Kommunikationsströme, wie beispielsweise die Kommunikation zwischen einem Roboter und einer Steuerung, vom Rest der Netzwerkkommunikation getrennt und damit Zeitgarantien eingehalten werden. Durch die feste Zuteilung von Zeitfenstern zu den Ethernet-Prioritäten wird der Konflikt zwischen zeitkritischen und nicht zeitkritischen Ethernet-Frames in den Puffern eines Ethernet-Switches vermieden, da beide Verkehrsarten zeitlich getrennt voneinander kommunizieren. Ein Beispiel für eine solche Scheduler-Konfiguration ist nachfolgend in Abbildung 1 dargestellt:

Abbildung 1 – Beispiel: Traffic Schedule nach IEEE 802.1Qbv

In jedem Zyklus wird während des Zeitfensters 1 Datenverkehr mit der VLAN-Priorität 3 verarbeitet. Da der Scheduler nach IEEE 802.1Qbv Zeitsynchronisation voraussetzt, wissen alle Netzwerkteilnehmer (Switche und Endgeräte), zu welchem Zeitpunkt welche Priorität ins Netzwerk gesendet und verarbeitet werden darf. Innerhalb des Zeitfensters 2 werden die restlichen Prioritäten verarbeitet. Innerhalb dieses Zeitfensters gilt wiederum die Verarbeitung der Prioritäten gemäß IEEE 802.1Q.
Die Koexistenz der unterschiedlichen Verkehrsklassen kann durch die Kombination weiterer Scheduling- und Traffic-Shaping-Mechanismen mit dem Verfahren nach IEEE 802.1Qbv weiter verbessert werden. Der in den AVB-Standards spezifizierte Traffic Shaper nach IEEE 802.1Qav kann beispielsweise in Zeitfenster 2 zusätzlich der VLAN-Priorität 4 zugewiesen werden. Damit könnte folgende Koexistenz von Netzwerkverkehr realisiert werden:
- Kommunikation mit harten Echtzeitbedingungen in Zeitfenster 1: Datenverkehr zwischen einer Steuerung und einem Industrieroboter
- Kommunikation mit weichen Echtzeitbedingungen in Zeitfenster 2: Übertragung eines Datenstroms einer Videokamera über das Netzwerk mittels IEEE 802.1Qav
- Kommunikation ohne Zeitgarantien in Zeitfenster 2: Hintergrundübertragung von Daten, Sammlung von Zustandinformationen

Voraussetzung ist, dass alle Geräte im Netz alle unterschiedlichen Teilstandards (IEEE 802.1Qbv, IEEE 802.1Qav,...) unterstützen.

#### Zeitfenster und Schutzbänder
Hat eine Ethernet-Netzwerkschnittstelle einmal mit der Übertragung eines Ethernet-Frames auf das Medium begonnen, so muss diese Übertragung vollständig durchgeführt und beendet werden, einschließlich der Erstellung und Übermittlung des für die Fehlererkennung wichtigen CRC32-Prüfwerts. Somit besteht die Möglichkeit, dass durch eine zu lange andauernde Übertragung eines Frames ein Zeitfenster mit harten Echtzeitbedingungen verletzt wird. Dies wird in der folgenden Abbildung 2 sichtbar:

Abbildung 2 – Beispiel: Spät gesendetes Frame verletzt das nächsten Zeitfenster.

Kurz vor Ende des zweiten Zeitfensters in Zyklus n wird die Übertragung eines neuen Frames gestartet. Unglücklicherweise dauert die Übertragung dieses Frames so lange, dass sich der Endzeitpunkt bereits innerhalb des Zeitfensters 1 des Zyklus n+1 befindet. Dadurch werden zeitkritische Frames, für die dieses Zeitfenster eigentlich vorgesehen war, weiter verzögert, und die eigentlich durch TSN gegebenen Zeitgarantien können möglicherweise nicht mehr eingehalten werden. Der TSN Scheduler nach IEEE 802.1Qbv muss also einen Mechanismus enthalten, der dieses Verhalten verhindert.
Der Scheduler nach IEEE 802.1Qbv muss sicherstellen, dass die Ethernet-Netzwerkschnittstelle genau zu dem Zeitpunkt auf keinen Fall einen Frame sendet, wenn von einem Zeitfenster zum nächsten Zeitfenster gewechselt wird. Dies wird dadurch erreicht, dass vor den Startzeitpunkt jedes Zeitfensters ein Schutzband gelegt wird, in dem kein Ethernet-Frame gesendet werden darf. Die Länge/Dauer dieses Schutzbandes entspricht hierbei der Zeit die benötigt wird, ein maximal großes Ethernet-Frame zu übertragen. Für ein Ethernet-Frame nach IEEE 802.3 mit einem einzelnen VLAN-Tag nach IEEE 802.1Q entspricht die Länge, inklusive Interframe Spacing, 1522 Byte + 12 Byte = 1534 Byte. Die Länge bzw. Dauer des Frames ist abhängig von der Übertragungsgeschwindigkeit der Ethernet-Verbindung. Bei 100 Mbit/s Ethernet ergibt sich folgende Dauer:
{\displaystyle t_{\text{maxframe}}={\frac {1534~{\text{byte}}\cdot 8{\frac {\text{bit}}{\text{byte}}}}{100\cdot 10^{6}~{\frac {\text{bit}}{\text{s}}}}}=122,72\cdot 10^{-6}~{\text{s}}}
Für diesen Fall muss das Schutzband somit mindestens eine Dauer von 122,72 µs betragen. Durch dieses Schutzband verringert sich die tatsächlich nutzbare Bandbreite in den einzelnen Zeitfenstern. Dies wird nachfolgend in Abbildung 3 sichtbar:

Abbildung 3 – Beispiel: TSN-Schedule mit Schutzbändern

Achtung: Aus Gründen der Darstellung wurde für die Größe des Schutzbandes in Abbildung 3 ein kleinerer Wert genommen, als für den Schutz gegen ein Frame nötig ist, wie es in Abbildung 2 dargestellt wird. Weiterhin wird angenommen, dass Zeitfenster 1 per Definition und Konfiguration des Time-Aware Schedulers Daten mit einer höheren Priorität beinhaltet als Daten in Zeitfenster 2. Somit muss durch Schutzbänder verhindert werden, dass Frames aus Zeitfenster 2 das Zeitfenster 1 verletzen.
Durch die Schutzbänder vor den Übergängen zwischen den Zeitfenstern wird verhindert, dass ein Frame ins nächste Zeitfenster "hineinragt". So können die festen Obergrenzen innerhalb der Zeitfenster eingehalten werden. Die Schutzbänder beinhalten allerdings auch einige Nachteile:
- Die Zeit, die ein Schutzband verbraucht, kann nicht für Datenübertragungen verwendet werden. Dadurch reduziert sich die effektiv nutzbare Bandbreite der Ethernet-Verbindung.
- Ein einzelnes Zeitfenster kann niemals sinnvollerweise kleiner gewählt werden als die Größe des Schutzbandes. Insbesondere bei langsameren Ethernet-Verbindungen hat dies negative Effekte auf die minimale Zykluszeit.

Der Time-Aware Scheduler nach IEEE 802.1Qbv beinhaltet den Length-Aware Scheduling-Mechanismus, der die negativen Effekte der Schutzbänder verringern kann. Bei Length-Aware Scheduling vergleicht der Scheduler vor Beginn des Versands eines Ethernet-Frame dessen Länge und die verbleibende Zeit vor dem Wechsel in den nächsten Zeitfenster. Ist das zu sendende Frame kleiner oder entspricht es der Zeit bis zum nächsten Wechsel, so erlaubt der Scheduler – trotz Schutzband – den Versand, da der folgende Zeitfenster nicht gefährdet ist. Dies setzt jedoch voraus, dass die Länge des zu versendenden Frames vorab bekannt ist. Dies ist nur bei Store-Forward Switching der Fall, somit kann das für eine geringere Ende-zu-Ende Latenz vorteilhafte Cut-through Switching in diesem Fall nicht eingesetzt werden. Auch hat das Length-Aware Scheduling keinen Einfluss auf die notwendige Größe des Schutzbandes und somit auf die minimale Zykluszeit. Length-Aware Scheduling kann somit nicht alle Nachteile des Schutzbandes abmindern.

#### Frame Pre-Emption und Minimierung des Schutzbandes
Um die negativen Effekte durch die Schutzbänder zu vermindern, haben die IEEE-Arbeitsgruppen 802.1 und 802.3 zusammen das Frame-Pre-Emption-Verfahren spezifiziert, das eine Unterbrechung und spätere Fortsetzung der Übertragung eines Frames ermöglicht. Dazu müssen Änderungen sowohl an den 802.3-Ethernet- als auch an den 802.1-Bridging-Standards vorgenommen werden. Aus diesem Grund wird die Frame-Pre-Emption-Technik in zwei getrennten Standards beschrieben, IEEE 802.1Qbu für die Bridging-Komponente und IEEE 802.3br für die Ethernet (MAC)-Komponente.

Abbildung 4 – Beispiel: Frame Pre-Emption minimiert das Schutzband

Abbildung 4 zeigt die grundsätzliche Arbeitsweise der Frame Pre-Emption. Der Sendevorgang des Ethernet-Frame wird kurz vor dem Übergang in den nächsten Zeitfenster unterbrochen und wieder fortgesetzt, sobald die Priorität wieder aktiv wird, der das Frame zugeordnet ist. In dem Beispiel in Abbildung 4 ist dies direkt im nächsten Zeitfenster der Fall. Das ursprüngliche Ethernet-Frame wird also in zwei Teilen von einer Ethernet-Schnittstelle zur nächsten Schnittstelle übertragen. Beide Teile werden hierbei, wie jedes normale Ethernet-Frame auch, von einer CRC32-Prüfsumme abgeschlossen. Allerdings werden die letzten 16 Bit der Summe invertiert, damit diese Frames nur von Geräten verstanden und vermittelt werden, die Frame Pre-emption unterstützen. Ebenso wird für die Identifikation von Teil-Frames ein anderer Start of Frame delimiter (SFD) verwendet.
Die Unterstützung von Frame Pre-Emption muss von einem Switch oder Endgerät über das LLDP an die benachbarten Geräte gemeldet werden. Empfängt ein benachbartes Gerät eine solche Meldung und unterstützt selbst Frame Pre-Emption, so wird die Fähigkeit an diesem Ethernet Port freigeschaltet. Es findet keine explizite Aushandlung zwischen den Geräten statt, und jede einzelne Verbindung zwischen Switchen und Endgeräten muss individuell von den Geräten geprüft werden.
Frame Pre-Emption arbeitet nur auf direkten Verbindungen zwischen Ethernet-Switches und Endgeräten. Ein aufgeteiltes Frame wird immer im direkt benachbarten Gerät wieder zusammengesetzt. Anders als bei der Fragmentierung des Internet Protocol (IP) wird keine Ende-zu-Ende Fragmentierung unterstützt.
Durch die Fähigkeit, ein Frame auch nach dem Start des Sendevorgangs zu unterbrechen, kann das Schutzband signifikant verkleinert werden: Die Länge des Schutzbands ist nun abhängig davon, mit welcher Genauigkeit die Frame Pre-Emption arbeitet. IEEE 802.3br legt die beste Genauigkeit der Frame-Pre-Emption-Einheit auf 64 Byte fest, da dies die minimale Länge eines noch gültigen Ethernet Frame darstellt. In diesem Fall muss das Schutzband nur noch gegen Frames mit der Größe 64 Byte + 63 Byte = 127 Byte schützen, da alle größeren Frames noch ein weiteres Mal unterbrochen und als Teil-Frame übertragen werden können.
Dies minimiert den Bandbreitenverlust und ermöglicht auch bei Übertragungsraten von 100 Mbit/s kurze Zykluszeiten. Da die Unterbrechung des Frames direkt in der MAC Schicht der Ethernet Schnittstelle während des Versandprozesses durchgeführt wird, kann auch Cut-through Switching unterstützt werden, da die Größe des Frames vorab nicht bekannt sein muss. Die MAC-Schnittstelle prüft lediglich in den durch die Genauigkeit der Pre-Emption festgelegten Intervallen, ob das Frame unterbrochen werden muss oder nicht.

### Auswahl der Kommunikationspfade, Reservierungen und Fehlertoleranz
TSN-Technik, insbesondere der Scheduler nach IEEE 802.1Qbv, werden in systemkritischen Netzwerken eingesetzt: Steuerungsnetzwerke für Automatisierungssysteme oder für die Kommunikation zwischen unterschiedlichen Komponenten innerhalb des Automobils. In diesen Netzwerken ist nicht nur die strikte Einhaltung von Zeitgarantien unabdingbar, diese Netze müssen auch gegen Fehler und Ausfälle, wie beispielsweise Gerätedefekte, abgesichert sein. Die TSN Task Group spezifiziert hierzu den zukünftigen Standard IEEE 802.1CB. Weiterhin können für TSN auch bereits spezifizierte Verfahren für Hochverfügbarkeit wie HSR oder PRP nach IEC 62439-3 verwendet werden.
Für die Registration von fehlertoleranten Kommunikationsströmen durch das Netzwerk kann entweder Path Control and Reservation nach IEEE 802.1Qca, eine manuelle Konfiguration oder herstellerspezifische Algorithmen in Netzwerkmanagementsystemen verwendet werden.
Im Projekt IEEE P802.1Qcc befasst sich die TSN Task Group mit der Spezifikation von Management-Schnittstellen und Konzepten, wie TSN-Netzwerke in Zukunft in größerem Rahmen verwaltet und konfiguriert werden können. Insbesondere werden ein dezentraler und ein zentraler Ansatz diskutiert, der unterschiedliche Anwendungsfälle, mit und ohne zentralisiertes Netzwerk-Management, abdeckt. Der aktuelle Stand der Diskussion, sowohl über das Teilprojekt IEEE P802.1Qcc als auch über andere Teilprojekte der TSN-Technik, kann über das öffentlich zugänglicher Dokumentenarchiv der IEEE 802.1 nachverfolgt werden.

## Aktueller Status (Stand: 19. Oktober 2019)

### TSN-Basisstandards
TSN besteht aus vielen Einzelstandards. Nicht alle sind zwingend für ein TSN-Netz nötig. Dies sind die Basisstandards:
| Standard          | Titel | Status                     | Datum                                                 | Seiten     |
| ----------------- | --- | -------------------------- | ----------------------------------------------------- | ---------- |
| IEEE 802.1Q-2018  | Bridges and Bridged Networks                                                                                 | Freigegebener Draft 2.2    | 7. Mai 2018                                           | 2000       |
| IEEE 802.1AB-2016 | Station and Media Access Control Connectivity Discovery (specifies the Link Layer Discovery Protocol (LLDP)) | Ratifiziert und publiziert | 11. März 2016                                         | 146        |
| IEEE 802.1AS-2011 | Timing and Synchronization for Time-Sensitive Applications in Bridged Local Area Networks                    | Ratifiziert und publiziert | 30. März 2011 Corrigendum 1: 2013 Corrigendum 2: 2015 | 292 128 13 |
| IEEE 802.1AX-2014 | Link Aggregation                                                                                             | Ratifiziert und publiziert | 24. Dezember 2014 Corrigendum 1: 1-2017               | 344 113    |
| IEEE 802.1CB-2017 | Frame Replication and Elimination for Reliability (Seamless Redundancy) (FRER)                               | Ratifiziert und publiziert | 28. September 2017                                    | 102        |
| IEEE 802.1CS-2020 | Link-local Registration Protocol                                                                             | Ratifiziert und publiziert | 03. Dezember 2020                                     | 333        |

### Profil-Standards
| Standard          | Titel                                   | Status                     | Datum                                  | Seiten |
| ----------------- | --------------------------------------- | -------------------------- | -------------------------------------- | ------ |
| IEEE 802.1BA-2011 | Audio Video Bridging (AVB) Systems      | Ratifiziert und publiziert | 30. September 2011 Corrigendum 1: 2016 | 163 60 |
| IEEE 802.1CM-2018 | Time-Sensitive Networking for Fronthaul | Freigegebener Draft        | 7. Mai 2018                            | 62     |

### Neue eigenständige TSN-Basisstandard-Spezifikationen
| Standard       | Titel                                                         | Status    | Datum           |
| -------------- | ------------------------------------------------------------- | --------- | --------------- |
| IEC/IEEE 60802 | TSN Profile for Industrial Automation                         | Draft 1.0 | 17. Januar 2019 |
| IEEE 802.1CS   | Link-local Registration Protocol                              | Draft 2.1 | 8. März 2019    |
| IEEE 802.1DC   | Quality of Service Provision by Network Systems               | Draft 0.1 | 16. Januar 2019 |
| IEEE 802.1DF   | TSN Profile for Service Provider Networks                     | Draft 0.0 | 9. März 2019    |
| IEEE 802.1DG   | TSN Profile for Automotive In-Vehicle Ethernet Communications | Draft 0.1 | 27. April 2019  |

### Zu IEEE 802.1Q-2018 hinzugefügte Amendments
Folgende vorherigen IEEE 802.1Q-2014-Amendments wurden in IEEE 802.1Q-2018 aufgenommen:
| Standard           | Amendment    | Titel                              | Status                     | Datum              | In IEEE 802.1Q-2018 |
| ------------------ | ------------ | ---------------------------------- | -------------------------- | ------------------ | ------------------- |
| IEEE 802.1Qbu-2016 | Amendment 26 | Frame Preemption                   | Ratifiziert und publiziert | 30. August 2016    |                     |
| IEEE 802.1Qbv-2015 | Amendment 25 | Enhancements for Scheduled Traffic | Ratifiziert und publiziert | 18. März 2016      |                     |
| IEEE 802.1Qca-2015 | Amendment 24 | Path Control and Reservation (PCR) | Ratifiziert und publiziert | 11. März 2016      | Section 45          |
| IEEE 802.1Qch-2017 | Amendment 29 | Cyclic Queuing and Forwarding      | Ratifiziert und publiziert | 28. Juni 2017      |                     |
| IEEE 802.1Qci-2017 | Amendment 28 | Per-Stream Filtering and Policing  | Ratifiziert und publiziert | 28. September 2017 |                     |

### 802.1Q-2018 Amendments
Folgende IEEE 802.1Q-2018 Amendments werden gerade spezifiziert:
| Standard           | Amendment    | Titel                                                                                           | Status                     | Datum              |
| ------------------ | ------------ | ----------------------------------------------------------------------------------------------- | -------------------------- | ------------------ |
| IEEE 802.1Qcp-2018 | Amendment 30 | Bridges and Bridged Networks Amendment: YANG Data Model                                         | Ratifiziert und publiziert | 14. September 2018 |
| IEEE 802.1Qcc-2018 | Amendment 31 | Stream Reservation Protocol (SRP) Enhancements and Performance Improvements                     | Ratifiziert und publiziert | 31. Oktober 2018   |
| IEEE 802.1Qcj      |              | Automatic Attachment to Provider Backbone Bridging (PBB) services                               | Draft 0.3                  | 12. September 2018 |
| IEEE 802.1Qcr      |              | Bridges and Bridged Networks Amendment: Asynchronous Traffic Shaping                            | Draft 0.5                  | 12. Juni 2018      |
| IEEE 802.1Qcy      |              | Bridges and Bridged Networks Amendment: VDP Extension to Support NVO3                           | Draft 1.2                  |                    |
| IEEE 802.1Qcw      |              | YANG Data Models for Scheduled Traffic, Frame Preemption, and Per-Stream Filtering and Policing | Draft 0.1                  | September 2018     |
| IEEE 802.1Qcx      |              | YANG Data Model for Connectivity Fault Management                                               | Draft 0.3                  | 6. Juli 2018       |

### Aktuelle Basisstandards in Revisionierung
Folgende Basisstandards befinden sich gerade im Revisionsprozess:
| Standard         | Titel                                                      | Status    | Datum          |
| ---------------- | ---------------------------------------------------------- | --------- | -------------- |
| IEEE 802.1AS-Rev | Timing and Synchronization for Time-Sensitive Applications | Draft 7.3 | 2. August 2018 |
| IEEE 802.1AX-Rev | Link Aggregation Revision                                  | Draft 0.3 | 23. März 2018  |

### 802.1AB-2016 Amendments
Folgende IEEE 802.1AB-2016 Amendments werden gerade spezifiziert:
| Standard       | Amendment | Titel                | Status    | Datum             |
| -------------- | --------- | -------------------- | --------- | ----------------- |
| IEEE 802.1ABcu |           | LLDP YANG Data Model | Draft 0.0 | 15. Dezember 2017 |

### 802.1CB-2017 Amendments
Folgende IEEE 802.1CB-2017 Amendments werden gerade spezifiziert:
| Standard       | Amendment | Titel                                                       | Status    | Datum        |
| -------------- | --------- | ----------------------------------------------------------- | --------- | ------------ |
| IEEE 802.1CBcv |           | FRER YANG Data Model and Management Information Base Module | Draft 0.0 | 14. Mai 2018 |
| IEEE 802.1CBdb |           | FRER Extended Stream Identification Functions               | Draft 0.0 | 14. Mai 2018 |

### AVB Standards
Bei dem AVB-Standard werden nur folgende Protokolle benötigt. Der Credit-based-Shaper CBS (aus FQTSS) + SRP bieten eine Latenz von unter 250 μs per Bridge.
| Standard           | Amendment    | Titel                                                                  | Status                     | Datum                                                 | IEEE 802.1Q-2014/2018     |
| ------------------ | ------------ | ---------------------------------------------------------------------- | -------------------------- | ----------------------------------------------------- | ------------------------- |
| IEEE 802.1BA-2011  | -            | Audio Video Bridging (AVB) Systems                                     | Ratifiziert und publiziert | 30. September 2011 Corrigendum 1: 2016                | -                         |
| IEEE 802.1Qav-2009 | Amendment 12 | Forwarding and Queuing Enhancements for Time-Sensitive Streams (FQTSS) | Ratifiziert und publiziert | 5. Jan. 2010                                          | in Q-2014/2018 Section 34 |
| IEEE 802.1Qat-2010 | Amendment 14 | Stream Reservation Protocol (SRP)                                      | Ratifiziert und publiziert | 30. Sep. 2010                                         | in Q-2014 Section 35      |
| IEEE 802.1AS-2011  | -            | Timing and Synchronization                                             | Ratifiziert und publiziert | 30. März 2011 Corrigendum 1: 2013 Corrigendum 2: 2015 | -                         |

AVB kann um den IEEE 802.1Qcc-Standard erweitert werden, der folgende Verbesserungen bringt:
- Unterstützt mehr Streams
- Konfigurierbare SR (stream reservation) Klassen und Streams
- Bessere Beschreibung der Stream-Charakteristiken
- Unterstützung von Layer-3-Streaming (IP)
- Deterministische Stream Reservierungs Convergence
- UNI (User Network Interface) für Routing und Reservations

### Andere Anwendbare Standards in Kombination mit AVB
- IEEE 1722-2011 – AVTP (Audio Video Transport Protocol)

- IEEE 1722.1-2013 – AVDECC (Audio Video Discovery Enumeration)

### Verwandte Projekte
Erweitert den Ethernet-Standard (IEEE 802.3).
| Standard     | Titel                         | Status                     | Datum            |
| ------------ | ----------------------------- | -------------------------- | ---------------- |
| IEEE 802.3br | Interspersing Express Traffic | Ratifiziert und publiziert | 14. Oktober 2016 |

## Anwendung von TSN
TSN hat diverse Anwendungsgebiete. Es werden gerade unterschiedliche Profile spezifiziert, die beschreiben wie die TSN Teilstandards verwendet werden können und was die Profile bieten. Die TSN-Profile selektieren Features, Options, Konfigurationen, Defaults, Protokolle, und Prozeduren von Bridges, Endstations, und LANs um gebridgte Netzwerke für die gegebenen TSN-Applikation aufzubauen. Einige TSN Anwendungsfälle sind im Folgenden beschrieben:.

### Audio-Video-Bridging (AVB-Systeme)
Der IEEE 802.1BA-2011 Audio Video Bridging (AVB) Systems Standard beschreibt wie ein gebridgtes Netzwerk aufgebaut werden kann, um die Anforderungen von Audio-Video-Streaming zu erfüllen. 802.1BA eignet sich für diverse Applikationen, wie: professionelle Audio- und Videostudios, sowie Automotive Infotainment.

### Mobile Fronthaul Netzwerke
Fronthaul verbindet zellulare-Mobilfunk-Equipment-Netzwerke mit den Remotecontroller. Der IEEE 802.1CM-2018 Time-Sensitive Networking for Fronthaul Draftstandard, beschreibt wie ein Fronthaul-bridged-Netzwerk für stringente Anforderungen von Fronthaul Flows verwirklicht werden kann.

### Industrielle Automatisierung
IEC und IEEE 802 haben eine gemeinsame Arbeitsgruppe gegründet, die TSN-Anwendungszenarien in der industriellen Automatisierungstechnik beschreiben soll. Die IEC/IEEE 60802 TSN Profile für Industrial Automation soll Guidelines für die Wahl von IEEE-802-Standards und Features definieren, um konvergente Netzwerke für simultanen Support-Operations-Technologie-Traffic und anderen Traffic zu deployen. Ein Flyer soll demnächst einen Überblick über das Potential von TSN für die industrielle Automation geben, da TSN eine Industrie-4.0-Enabler-Technik ist.

### Bussystem im Fahrzeug
TSN soll zudem die Verwendung von Ethernet-Netzwerken als Bussysteme im Fahrzeug ermöglichen. In einer Präsentation werden weiterführende Anforderungen an Ethernet im Automobil vorgestellt.

### Utility Netzwerke
Ein Whitepaper erklärt wie TSN in utility operational network verwendet werden kann.